# 1998年國家聯盟外卡資格決勝加賽
1998年國家聯盟外卡資格決勝加賽美國職棒大聯盟1998年賽季的一場決勝加賽，由芝加哥小熊隊和舊金山巨人隊交手爭奪國家聯盟的外卡名額。這場比賽舉行1998年9月28日的芝加哥瑞格利球場。最終小熊隊以5比3取勝，幾乎整場封鎖巨人隊的得分，後者直至第九局才瘋狂反撲回整場的三分。小熊隊在這場比賽後晉級了季後賽，而巨人隊則是遭到淘汰。
這場比賽對兩隊來說是有必要的，因為他們季賽的勝敗紀錄都是89勝73敗。小熊隊季末的時候在擲硬幣決定時勝出，從而獲得主場優勢。小熊隊這場勝利後晉級到1998年國聯分區賽，但慘遭亞特蘭大勇士隊橫掃出局。芝加哥著名的籃球員麥可·喬丹同年自芝加哥公牛隊退休後，成為了這場比賽的開球嘉賓。這場決勝加賽在棒球統計中會被算做兩隊的第163場正規賽，所有比賽的內容都會算入正規賽季的統計紀錄中。

## 背景
小熊隊前一個賽季以68勝94敗在國聯中區墊底作收，而巨人隊則是以90勝72敗取得國聯西區龍頭，但他們在國聯分區賽敗給當年的世界大賽冠軍佛羅里達馬林魚隊。巨人隊球星貝瑞·邦茲季後賽的表現飽受批評，這種針對季後賽表現的批評從他在匹茲堡海盜隊的時期就已時有耳聞。小熊隊在休賽季做了多項補強，包括把道格·葛蘭維爾送走以交易來二壘手米奇·莫蘭迪尼，並簽下自由球員傑夫·布勞瑟和亨利·羅德里奎。
1998年賽季最著名的就是小熊隊的薩米·索薩和聖路易紅雀隊的馬克·麥奎爾兩人在單季全壘打的爭奪戰，此前的紀錄是羅傑·馬里斯的61支。最終麥奎爾以70支奪下該季的全壘打王，而索薩則以66支居次作收。此外，1998年的國聯外卡爭奪戰中，小熊隊、巨人隊、紐約大都會隊三支球隊之間的勝差不到一場。這場季末的爭奪戰中還包括小熊隊在9月23日對陣釀酒人隊時戲劇性的敗北。那場比賽小熊隊帶著7比5的領先來到九局下半兩出局，對手釀酒人隊的傑夫·詹金斯在攻佔滿壘時打出飛球，然而小熊隊布朗特·布朗卻發生失誤掉球，連掉三分導致球隊被逆轉敗陣。播報員也讓這場敗仗惡名遠播，其中還包括前小熊隊球員羅恩·桑托在最後一分跑回來時的大叫：「噢，不！」。
大都會隊在9月25日時與小熊隊和巨人隊都以88勝72敗並列外卡第一。然而，大都會隊輸掉了最後兩場比賽，最終以落後小熊隊和巨人隊（都是89勝73敗）一場勝差結束球季。由於小熊隊和巨人隊在非分區龍頭中並列第一，導致必須加賽決定獲得外卡名額的球隊。由於小熊隊在9月14日的擲硬幣中勝出，從而獲得主場優勢，而這場加賽也將在瑞格利球場舉行。倘若是三隊平手的情形，擁有三隊間較佳對戰紀錄的小熊隊，可以選擇打兩場主場賽事，或是在大都會隊和巨人隊打一場加賽後，再以客場球隊身分與勝者交手。當時小熊隊的總教練艾德·林奇決定採第二種選擇，但在大都會隊退出競爭行列後這選擇也變得無關緊要了。小熊隊和巨人隊分別選擇史蒂夫·崔克索和馬克·加德納作為他們在9月28日決勝加賽的先發投手。

## 比賽概要
| 舊金山巨人隊 | 0 | 0 | 0 | 0 | 0 | 0 | 0 | 0 | 3 | 3 | 6  | 0 |
| 芝加哥小熊隊 | 0 | 0 | 0 | 0 | 2 | 2 | 0 | 1 | X | 5 | 10 | 0 |
| 勝投： 史蒂夫·崔克索（15勝8敗） 敗投： 馬克·加德納（13勝6敗） 救援成功： 羅德·貝克（51救援成功） 全壘打： 巨人隊：無 小熊隊：蓋瑞·蓋耶提 19（5局下，2分） 觀眾人數： 39,556人 |   |   |   |   |   |   |   |   |   |   |    |   |

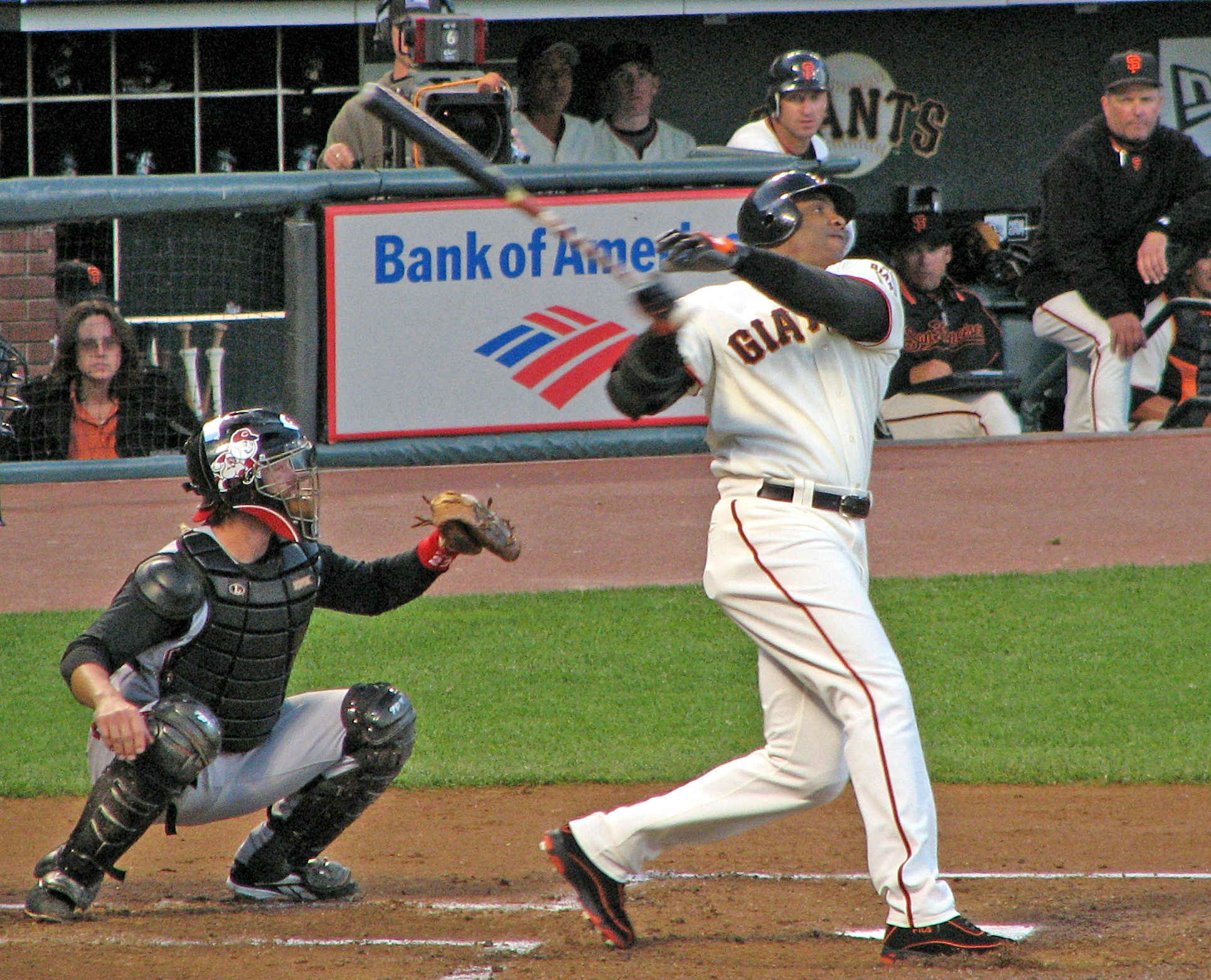
貝瑞·邦茲在決勝加賽中表現極差，兩度在滿壘情況下出局，是本場比賽勝出機率提升指數最差的球員。「詭影遊戲」的作者群也控訴邦茲在1998年賽季結束後開始使用提升能力的禁藥。

雙方在前幾局均無建樹，前三局各自只上壘過兩人。巨人隊在四局上半兩出局後攻占滿壘，但下一棒布萊恩·強森遭到三振無功而返。五局下半，小熊隊的亨利·羅德里奎茲一上來就敲出一壘安打，隨後蓋瑞·蓋耶提擊出全壘打助隊2比0領先。小熊隊下一局攻勢再起，蘭斯·強森和薩米·索薩接連敲出一壘安打。巨人隊換投里奇·羅德里奎茲接替加德納，但卻先保送馬克·格雷斯，再被麥特·米斯克打出一支帶有兩分打點的一壘安打，小熊隊擴大領先，比數來到4比0。巨人隊再次換投約翰·約翰斯通，後者成功守下該局止血。
七局上半一出局後史蒂夫·崔克索被巨人隊代打群狙擊，布倫特·梅恩擊出一壘安打，接著阿曼多·里歐斯獲得保送。小熊隊隨後執行雙換人戰術，叫上麥特·卡希納接替崔克索投球，而奧蘭多·墨賽德則接防左外野。卡希納製造另一個出局後，被沙翁·唐斯頓打出一壘安打形成滿壘。於是小熊隊又換投菲利克斯·埃雷迪亞，而埃雷迪亞也成功讓貝瑞·邦茲擊出一壘方向滾地球出局結束這個半局。小熊隊在八局下半繼續擴大領先：米奇·莫蘭迪尼被阿爾文·莫爾曼三振出局後，巨人隊執行雙換人，將荷西·梅薩叫上投手丘，而比爾·穆勒則接防三壘。梅薩一上來就讓索薩打出一壘安打，然後又被格雷斯擊出二壘安打將索薩送到三壘。雖然梅薩隨後讓下一棒滾地出局，但在面對蓋蒂時暴投，索薩趁機回本壘得分，比數來到5比0。
巨人隊在九局上半發動反攻：小熊隊投手凱文·塔帕尼讓頭兩棒梅恩和穆勒成功先後擊出一壘安打，迫使小熊隊換投泰瑞·穆爾霍蘭德。但下一棒史丹·哈維爾還是擊出一壘安打送回梅恩，而且穆爾霍蘭德又保送了埃利斯·柏克斯形成滿壘。邦茲本場二度在滿壘情形下站上打擊區，擊出右外野深遠的平飛球被接殺，但穆勒回來得分變成高飛犧牲打，同時哈維爾上到三壘。羅德·貝克接著登板救援，使得下一棒傑夫·肯特擊出滾地球出局，雖然這讓三壘的哈維爾回來得分，但貝克最後還是讓喬·卡特出局，比賽結束，小熊隊以5比3獲勝。

## 後續
小熊隊勝利讓他們成功自1989年以來首度晉級季後賽，這也是他們隊史第15次晉級。小熊隊在季後賽的亮相讓許多體育專欄作家提到了山羊魔咒，以及小熊隊自1945年以來所面臨的困難。小熊隊以外卡晉級國聯分區賽，但被亞特蘭大勇士隊以3比0橫掃出局。小熊隊直到18年後的2016年才於國聯封王，並贏得世界大賽冠軍，而那也是自1908年的首座冠軍。
在棒球統計中，決勝加賽被視作正規賽季的比賽，所有的比賽內容都會被算入正規賽季的統計中。舉例來說，芝加哥太陽報就指出薩米·索薩本可以在比賽中將其全壘打總數往前推進。但索沙在第四局遭到三振倒是讓他在聯盟被三振排行榜上又多加一筆。羅德·貝克也將他在出賽排行榜上的紀錄向前推進，同時取得單季第51次救援成功，僅次於崔佛·霍夫曼的53次以第二名作收，但他這也是大聯盟史上單季第九多的救援成功紀錄。許多小熊隊和巨人隊球員的正規賽紀錄讓他們贏得獎項：像是凱瑞·伍德贏得年度最佳新人獎、索薩贏得銀棒獎、J·T·斯諾贏得金手套獎。索薩還在美國職棒大聯盟最有價值球員獎票選的32張票中拿下30票獲獎。
貝瑞·邦茲在這場比賽中奇差無比的表現讓他飽受批評，其中包括兩度滿壘的打擊都出局，還有評論指出邦茲常常在「關鍵比賽（big games）」中軟手。邦茲這場比賽四個打數沒有安打只有一分打點，還吞下一次三振的表現，讓他這場的勝出機率提升指數（WPA）只有−.186，是所有球員中最差的紀錄。WPA是一項用量化數據的方式來評估一個球員的表現狀況，對其所屬球隊獲勝機率的影響。邦茲的數據轉換成實際意義就代表他上場時降低了巨人隊勝率有18.6%之多。詭影遊戲辯稱在馬克·麥奎爾和薩米·索薩進行爭奪戰時所獲得的關注，邦茲變得越來越嫉妒和厭惡這種事。因此根據詭影遊戲的紀載，邦茲便向他的重量訓練師格雷格·安德森求助，後者就在1998年賽季後開始向他提供類固醇及其他表現增強物質。

## 註腳
1. ↑  山羊魔咒指的是1945年世界大賽第四戰時，比利·塞尼斯（英语：Billy Sianis）和他的山羊被趕出場後對小熊隊下的詛咒[15][16]。
2. ↑  這是自1945年來首次
3. ↑  其餘兩票是由馬克·麥奎爾拿走
4. ↑  裡頭詳細介紹邦茲可能使用的表現增強物質（PED）